# Rzeszotary (gromada w powiecie legnickim)
Rzeszotary – dawna gromada, czyli najmniejsza jednostka podziału terytorialnego Polskiej Rzeczypospolitej Ludowej w latach 1954–1972.
Gromady, z gromadzkimi radami narodowymi (GRN) jako organami władzy najniższego stopnia na wsi, funkcjonowały od reformy reorganizującej administrację wiejską przeprowadzonej jesienią 1954 do momentu ich zniesienia z dniem 1 stycznia 1973, tym samym wypierając organizację gminną w latach 1954–1972.
Gromadę Rzeszotary z siedzibą GRN w Rzeszotarach utworzono – jako jedną z 8759 gromad na obszarze Polski – w powiecie legnickim w woj. wrocławskim, na mocy uchwały nr 18/54 WRN we Wrocławiu z dnia 2 października 1954. W skład jednostki weszły obszary dotychczasowych gromad Rzeszotary, Kochlice, Pątnówek, Bobrów, Jakuszów i Głuchowice ze zniesionej gminy Grzymalin oraz Dobrzejów i Piątnica ze zniesionej gminy Kunice w tymże powiecie. Dla gromady ustalono 23 członków gromadzkiej rady narodowej.
1 stycznia 1960 do gromady Rzeszotary włączono wieś Miłogostowice ze zniesionej gromady Bieniowice w tymże powiecie.
1 lipca 1968 gromadę zniesiono, a jej obszar włączono do gromady Miłkowice, oprócz wsi Miłogostowice i Piątnica, które włączono do gromady Kunice w tymże powiecie.